# Policía Caminera de la Provincia de Córdoba
La Policía Caminera de la Provincia de Córdoba es una agencia civil argentina dependiente de la policía provincial. Opera en rutas y autopistas a lo largo de toda la provincia, que posee altísimas estadísticas de fatalidades por accidentes de tránsito, con la finalidad de hacer cumplir las leyes de tráfico y garantizar la seguridad de las autovías.

## Historia
El cuerpo fue creado en mayo de 1992. Se comenzó a implementar con 200 agentes y 11 controles en localidades como Villa María, Serrezuela, entre otras. En 2008 se incorporaron más agentes y fue elevada a Dirección General. En 2015 el número de vehículos policiales era de 158.

## Función
Según la Ley provincial de Tránsito, el ejecutivo provincial es responsable de "la circulación de personas, animales y vehículos terrestres en la vía pública". Estos poderes son ejercidos a través de la Policía Caminera.

El cuerpo se encarga de controlar, sancionar y planificar las acciones con respecto al tránsito en autovías provinciales (fuera de los ejidos urbanos, donde cada municipio aplica sus pautas mediante sus propias agencias.), siendo conocida principalmente por controlar y multar severamente a los infractores, además de la documentación pertinente a los vehículos. El cuerpo instala controles fijos y móviles, puestos de observación con radares de velocidad, y circula patrullando las autovías.

La agencia es especialmente conocida en el país, ya que Córdoba fue la primera provincia en aplicar la política de tolerancia-cero para los conductores bajo la influencia del consumo de alcohol, aplicando serias multas y penalizaciones.

Otras funciones de la agencia son: llevar a cabo actividades educativas, tales como capacitaciones, charlas y actividades de prevención y realizar operativos control de cargas en camiones y remolques. Además, al ser parte de la Policía Provincial, los agentes pueden actuar como oficiales normales de policía en cualquier situación que les requiera, además de portar un arma reglamentaría constantemente.

## Equipamiento

### Armas
- Bersa Thunder 9[10]

### Vehículos
- Chevrolet Corsa (prácticamente retirados de servicio activo)
- Fiat Siena - Patrulla, propósito general.[11]
- Fiat Toro - Patrulla, terrenos dificultosos.[12]
- Renault Fluence - Respuesta urgente; Persecución vehicular.
- Fiat Cronos - Patrulla, reemplaza al Fiat Siena.
- Chevrolet S10 - Patrulla, Terrenos bastante dificultosos.

## Tribunales de Falta de la Policía Caminera
Se denomina Tribunales o Juzgados de Faltas a los organismos encargados de revisar las multas de tránsito, en este caso sería de la Policía Caminera. Es en esta dependencia se puede realizar descargos por multas consideradas que fueron mal labradas.

### Ciudad de Córdoba
En la Ciudad de Córdoba, se encuentra uno de los más de 40 juzgado de faltas abocados al tratamiento de las multas de la Policía Caminera, este se encuentra ubicado en la calle Castro Barros 146 del barrio San Martín.